# Vår Bod

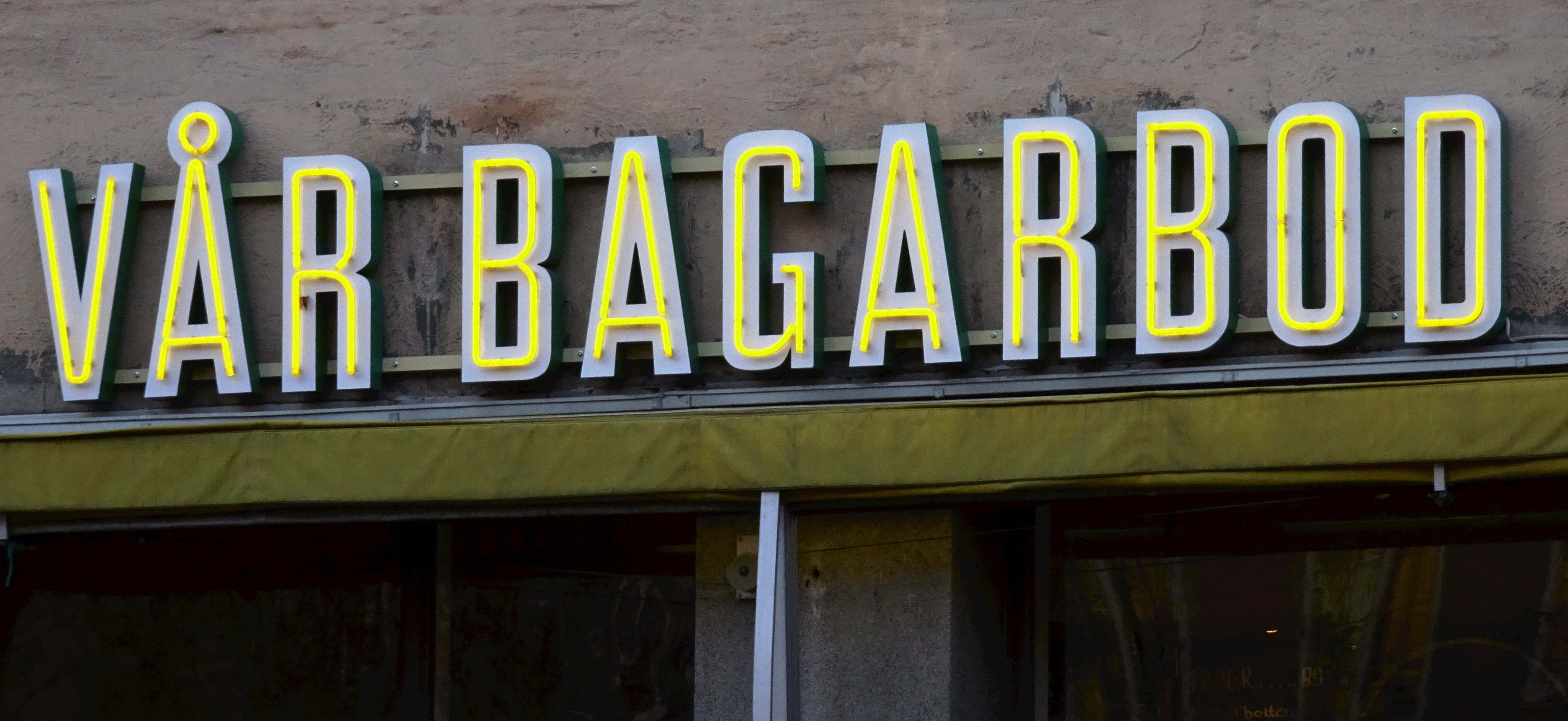
"Vår Bagarbod i februari 2017.

Vår Bod låg vid Ringvägen 129 på Södermalm i Stockholm. ”Vår Bod” var ursprungligen en modebutik och senare ett bageri som kallade sig ”Vår Bagarbod”. Neonskylten på fasaden fick vara kvar och nominerades 2014 till den årligen återkommande tävlingen Lysande skylt.

## Butiken
Huset vid Ringvägen 129 uppfördes 1927-1928 efter ritningar av arkitekt Svante Dyhlén, som även var en av byggherrarna. I butikslokalen öppnade Hardeberg "Arbetarboden". Hans dotter Berit Warodell gjorde i mitten av 1950-talet om den till en dammodebutik som fick heta "Vår Bod". 1969-1970 drevs rörelsen vidare av Lennart Carlsson som kom från modekedjan Jörnstedt. Man hade tätt designsamarbete med Fixon och Kellermann som blev mycket stora i bland annat damblusar. Både Warodell och Lennart Carlsson var ofta ute på resor tillsammans med Lily Kellermann och letade fram nya trender i Paris, Milano, Bologna, Rom och Como. Sedan blev butiken ledande på jeans och var med och lanserade NYDJ.

## Skylten

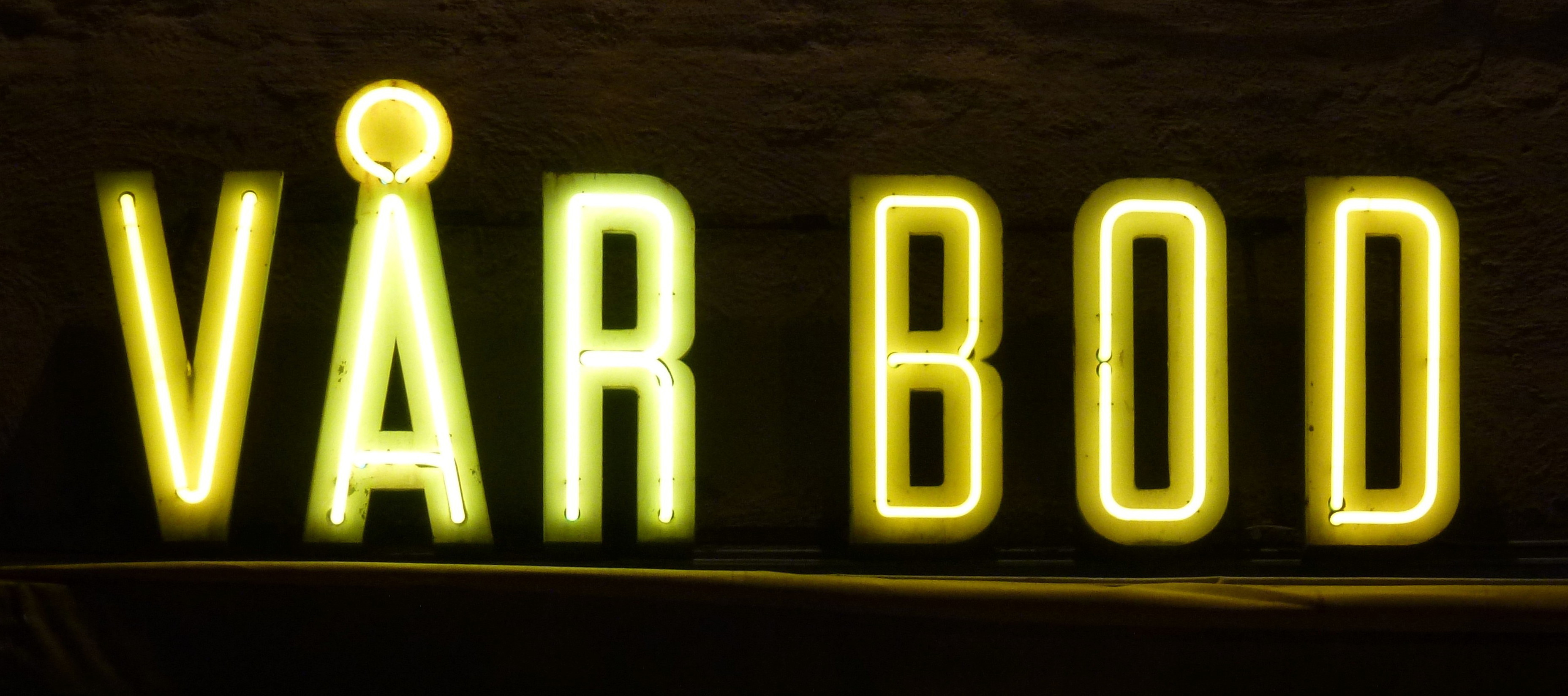
Den äldre skylten "Vår Bod", 2014.

Neonskylten över butiksentrén består av 60 centimeter höga bokstäver med rör i gullysande neon. Skylten tillverkades av AB Böhlmarks Neon och fick sitta kvar när ett hembageri, café och konditori flyttade in 2012.
År 2014 nominerades neonskylten från 1960-talet av Stockholms stadsmuseum till Lysande skylt år 2014. Juryns motivering lyder: ”Ljusreklamen ’Vår bod’ vid Ringvägen 129 pryder sedan 1965 sitt Söder med gul neon i lysande, tidstypiskt god design, drar blickarna till sig och lockar till en kopp kaffe eller två.”